# Arvejärvi
Arvejärvi eller Arvenjärvi är en sjö i Finland. Den ligger i kommunen Sastmola i landskapet Satakunta, i den sydvästra delen av landet, 260 km nordväst om huvudstaden Helsingfors. Arvejärvi ligger 34 meter över havet. Arean är 16,1 hektar och strandlinjen är 2,11 kilometer lång. Sjön  ingår i Bottenhavets kustområde.   I omgivningarna runt Arvejärvi växer i huvudsak blandskog.